# Guembelia scouleri
Guembelia scouleri là một loài Rêu trong họ Grimmiaceae. Loài này được Müll. Hal. mô tả khoa học đầu tiên năm 1851.